# Waldeckia
Waldeckia is een geslacht van vlokreeftjes uit de familie van de Lysianassidae.
De wetenschappelijke naam van het geslacht is voor het eerst geldig gepubliceerd in 1906 door Edouard Chevreux. Hij had dit geslacht reeds in 1905 benoemd als Charcotia, als eerbetoon aan Jean-Baptiste Charcot, die de leiding had van de expeditie naar Antarctica waarop de eerste soort van dit geslacht werd ontdekt (Charcotia obesa). Maar die naam Charcotia bleek reeds eerder gegeven aan een geslacht van weekdieren. Met de nieuwe naam Waldeckia verwees Chevreux naar de halfzuster van Jean-Baptiste Charcot, mevrouw Waldeck-Rousseau (echtgenote van de Franse minister Pierre Waldeck-Rousseau).
Deze vlokreeftjes komen voor in de wateren van Antarctica, Australië, Thailand, Indonesië, Singapore, de Filipijnen, Vietnam, China en Japan.